# Бергкамен
Бергкамен (нім. Bergkamen) — місто в Німеччині, знаходиться в землі Північний Рейн-Вестфалія. Підпорядковується адміністративному округу Арнсберг. Входить до складу району Унна.
Площа — 44,8 км². Населення становить 48 919 ос. (станом на 31 грудня 2020).